# Крейбих, Карел
Карел Кре́йбих (чеш. Karel Kreibich; 14 декабря 1883, Цвиков, — 2 августа 1966, Прага) — деятель чехословацкого и международного коммунистического движения, один из организаторов Коммунистической партии Чехословакии (1921), публицист и историк рабочего движения.

## Биография
Родился в 1883 году в Цвикове в семье рабочего. Окончил коммерческое училище. В 1902 году вступил в Социал-демократическую партию Австрии, являлся активным членом её левого крыла. В течение нескольких лет был редактором социал-демократической газеты (в г. Либерец) «Форвертс» (нем. Vorwärts) — единственного в Австро-Венгрии социал-демократического органа, выступившего в 1914 году с осуждением войны.
После 1918 года Крейбих, председатель либерецкой ячейки и молодёжной организации Германской социал-демократической рабочей партии в Чехословацкой республике, возглавил левое крыло немецкой социал-демократии в Чехословакии, принимал активное участие в создании Коммунистической партии Чехословакии (КПЧ). Делегат III конгресса Коминтерна; в этот период придерживался «левых» взглядов, за что подвергался критике В. И. Ленина, о котором, однако, сохранил самые положительные воспоминания. В 1922, 1924 и 1925 годах — член Исполкома Коминтерна, в 1924—1928 годах — член Интернациональной контрольной комиссии. Позднее был редактором журнала «Коммунистический Интернационал». В 1927—1933 годах жил в СССР, опубликовал статьи «Литературный успех чешского автора. Бравый солдат Швейк» («Вестник иностранной литературы», 1928) и «Ярослав Гашек. Жизнь и творчество» («Литература мировой революции», 1932).
Член Политбюро ЦК КПЧ в 1921—1929 годах. В 1930-е годы не входил в руководящие партийные органы.
В 1920—1929 годах — депутат Национального собрания, в 1935—38 член сената Чехословакии от КПЧ.
В 1939—1945 годах — в эмиграции в Великобритании, участвовал в деятельности чехословацкой политэмиграции. В 1941—1945 годах — один из представителей КПЧ в Государственном совете — консультативном органе при чехословацком эмигрантском правительстве в Лондоне.
После окончания Второй мировой войны возвратился в Чехословакию. В послевоенные годы занимался научной работой и журналистикой, написал ряд сочинений по истории рабочего движения.
В 1950—1952 годах — посол ЧСР в Москве. Во время судебного процесса над бывшим генеральным секретарем ЦК компартии Рудольфом Сланским (1952) был отправлен на пенсию.
Умер в Праге в 1966 году.

## Сочинения
- Литературный успех чешского автора. Бравый солдат Швейк. «Вестник иностранной литературы», 1928
- Ярослав Гашек. Жизнь и творчество. «Литература мировой революции», 1932
- Vznik a vývoj VKS (b), sv. 1—2, Praha, 1936; Dějiny Čeikého dělnického hnuti, Praha, 1949.

## Награды
- Орден Клемента Готвальда (30.4.1968; посмертно)[4].